# Ralf Schehr
Ralf Schehr (ur. 28 października 1953) – niemiecki trener piłkarski.

## Kariera
Schehr karierę rozpoczął w 1995 roku w rezerwach Hamburgera SV, które prowadził do 1999 roku. W międzyczasie był też trenerem pierwszej drużyny HSV. Stanowisko to objął 19 maja 1997 roku i poprowadził ją dwóch meczach Bundesligi: 24 maja 1997 roku przeciwko Borussii Dortmund (2:1) oraz 31 maja 1997 roku przeciwko Fortunie Düsseldorf (1:1). Rozgrywki ligowe w sezonie 1996/1997 ukończył z zespołem na 13 miejscu.
Następnie Schehr prowadził zespoły SC Concordia Hamburg oraz FC Eintracht Norderstedt 03.